# Vitis vinifera subsp. sylvestris
Vitis vinifera subsp. sylvestris é uma subespécie de planta com flor pertencente à família Vitaceae. 
A autoridade científica da subespécie é (C.C.Gmel.) Hegi, tendo sido publicada em Illustrierte Flora von Mittel-Europa 5(1): 364. 1925.

## Portugal
Trata-se de uma subespécie presente no território português, nomeadamente em Portugal Continental.
Em termos de naturalidade é nativa da região atrás indicada.

## Protecção
Não se encontra protegida por legislação portuguesa ou da Comunidade Europeia.